# Paralelo 9 S
O Paralelo 9 S é um paralelo no 9° grau a sul do plano equatorial terrestre.
Começando pelo Meridiano de Greenwich e tomando a direção leste, o paralelo 9° Sul passa sucessivamente por:
| País, território ou oceano     | Notas |
| ------------------------------ | --- |
| Oceano Atlântico               | |
| Angola                         | |
| República Democrática do Congo | |
| Lago Mweru                     | |
| Zâmbia                         | |
| Tanzânia                       | |
| Oceano Índico                  | Passa a norte do atol Aldabra, Seicheles · Passa a norte do Atol Providence, Seicheles · Passa a sul das ilhas Bali, Nusa Penida e Lombok, Indonésia |
| Indonésia                      | Ilha Sumbawa |
| Oceano Índico                  | Estreito de Sumba · Mar de Savu - passa a sul de Flores, Indonésia                                                                                   |
| Indonésia                      | Timor Ocidental |
| Timor-Leste                    | |
| Indonésia                      | Timor Ocidental |
| Timor-Leste                    | |
| Mar de Timor                   | |
| Indonésia                      | Ilhas Babar |
| Mar de Timor                   | |
| Mar de Arafura                 | |
| Indonésia                      | Nova Guiné Ocidental |
| Papua-Nova Guiné               | |
| Mar de Coral                   | Golfo de Papua |
| Papua-Nova Guiné               | |
| Mar de Salomão                 | Passa entre as Ilhas de D'Entrecasteaux e as Ilhas Trobriand, Papua-Nova Guiné                                                                       |
| Papua-Nova Guiné               | Ilha Woodlark |
| Mar de Salomão                 | Passa a sul das ilhas Tetepare, Vangunu e Nggatokae, Ilhas Salomão                                                                                   |
| Ilhas Salomão                  | Ilhas Russell |
| Estreito da Nova Geórgia       | |
| Ilhas Salomão                  | Ilhas Florida |
| Estreito Indispensável         | |
| Ilhas Salomão                  | Ilha Malaita |
| Oceano Pacífico                | Passa entre os atóis Funafuti e Nukulaelae, Tuvalu · Passa a norte do atol Nukunonu, Toquelau                                                        |
| Ilhas Cook                     | Ilha Penrhyn |
| Oceano Pacífico                | Passa a sul das ilhas Nuku Hiva e Ua Huka, Polinésia Francesa                                                                                        |
| Peru                           | |
| Brasil                         | |
| Oceano Atlântico               | |